# Schottische Cricket-Nationalmannschaft
Die schottische Cricket-Nationalmannschaft (englisch Scotland national cricket team; schottisch-gälisch Sgioba nàiseanta criogaid na h-Alba; Scots Scotland naitional cricket team) vertritt Schottland auf internationaler Ebene in der Sportart Cricket. Das Team wird vom Verband Cricket Scotland (CS) geleitet und ist seit 1994 assoziiertes Mitglied (associate member) im International Cricket Council, nachdem es sich zwei Jahre zuvor von der englischen Nationalmannschaft getrennt hatte. Damit gehört Schottland zur zweiten Reihe der Nationalmannschaften und das schottische Team gilt traditionellerweise als eine der stärksten Nationalmannschaften Europas. Es verfügt seit 2019, wie alle ICC-Mitglieder, über vollen T20I-Status. Der bisher größte Erfolg der Schotten waren drei Vorrundenteilnahmen bei Cricket World Cups (1999, 2007 und 2015) sowie das Erreichen der Super 12 beim T20 World Cup 2021.

## Geschichte

### Vor dem Beitritt zum ICC

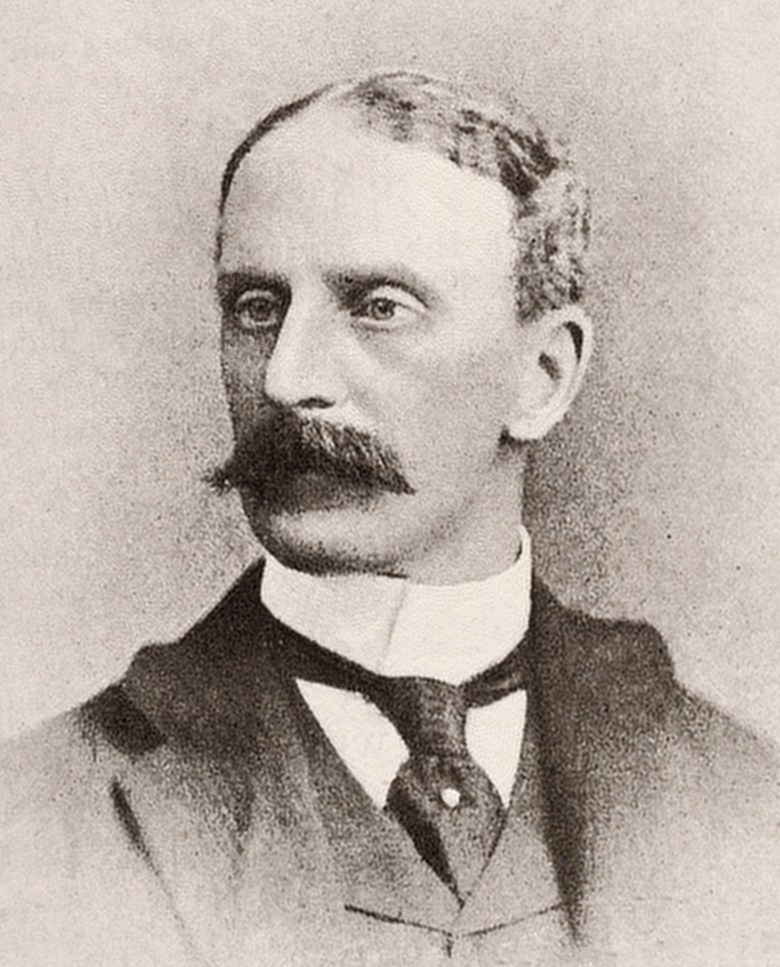
Leslie Balfour-Melville, Kapitän Schottlands und Präsident der Scottish Cricket Union, ca. 1891

Cricket gelangte früh aus dem benachbarten England nach Schottland und das erste verzeichnete Cricketspiel fand im Jahr 1785 in Alloa zwischen zwei Aristokratenmannschaften – Duke of Athol’s XI v Hon. Col. Talbot’s XI – statt. Es dauerte jedoch bis Mitte des 19. Jahrhunderts, ehe die Entwicklung des schottischen Crickets in Bewegung kam: 1849 besuchte eine englische Mannschaft Schottland, was das Interesse der Bevölkerung an diesen Sport merklich erhöhte und zur Gründung mehrerer Cricketclubs führte. Es war dies das erste internationale Spiel einer schottischen Mannschaft überhaupt, die aus 22 Spielern bestand und in Edinburgh gegen die Engländer antrat. Charles Lawrence nahm im zweiten englischen Innings alle Wickets für Schottland. Das erste Spiel einer schottischen Auswahl datiert aus dem Jahr 1846, gegen Perth. Das erste vollwertige internationale Spiel wurde 1865 im Londoner Oval gegen Surrey ausgetragen, als Schottland mit 172 Runs gewann; danach verlor es jedoch gegen den Marylebone Cricket Club (MCC).
1874 gelang Schottland der Sieg gegen den MCC im Lord’s. 1878 besuchte Australien während seiner ersten Tour auf die Britischen Inseln Schottland und traf in Glasgow auf eine westschottische Auswahl. 1879 wurde mit der Scottish Cricket Union (SCU) der erste Verband gegründet, der jedoch aufgrund finanzieller Probleme und einer sinkenden Mitgliederzahl nur vier Jahre bestand. 1880 empfing Schottland Australien in Edinburgh und unterlag mit acht Wickets. 1882 bezwang die Nationalmannschaft Australien mit sieben Wickets. Nach der Auflösung des ersten schottischen Verbandes übernahm der Grange Cricket Club bis 1909 die Leitung des Cricketsports. Das erste Spiel gegen Irland folgte 1888 in Dublin, das der Gastgeber gewann. 1894 trafen die Schotten erstmals auf Südafrika, 1906 auf die West Indies, 1911 auf eine gesamtindische Mannschaft und 1927 auf Neuseeland. 1908 erfolgte die abermalige Gründung der Scottish Cricket Union, worauf sich die jährlich ausgetragenen First-Class Matches gegen Irland als feste Größe im Cricketkalender etablierten.
1948 besuchte Australien, nach dem Abschluss der Ashes Tour in England, Schottland für zwei Spiele. Beide Begegnungen, die Australien gewann, waren die letzten internationalen Spiele für Donald Bradman. Dieser lieferte sein gewohntes Spiel und steuerte in seinem Innings 123 Runs zum Sieg Australiens bei. 1954 trafen die Schotten in Edinburgh erstmals auf Pakistan. Die zunächst wichtigste Entwicklung für das schottische Cricket nach dem Zweiten Weltkrieg war die Eingliederung in die englischen nationalen Cricket-Wettbewerbe. Iren und Schotten wetteiferten in dem Zeitraum vor allem mit Sri Lanka um den Status als beste Nicht-Testnation. Irland, Schottland und die Niederlande erhielten bei Gelegenheit Einladungen für die Wettbewerbe der englischen County Clubs, einschließlich des Benson & Hedges Cup und dem Friends Provident Trophy. Da in diesem Wettbewerben keine Beschränkungen bestehen, was die Nationalität betrifft, konnten Nicht-Schotten für die schottische Mannschaft spielen. So trat 2004 und 2005 der Pakistani Yasir Arafat für Schottland an. Im Jahr 1980 nahm Schottland erstmals am Benson & Hedges Cup teil, ab 1983 auch in der NatWest Trophy; in dem Turnier erzielte es 1986 seinen ersten Sieg gegen Lancashire.
Vor Schottlands eigenständiger Mitgliedschaft im International Cricket Council (ICC) ließen sich Spieler und Teams – wie in Irland – vom englischen Verband vertreten. Schottische Spieler erzielten gute Beträge für andere Mannschaften, allen voran die englische Cricket-Nationalmannschaft. Sir Arthur Conan Doyle, der Autor von unter anderem Sherlock Holmes, spielte in der englischen Mannschaft von 1891. Zu den bekanntesten aus Schottland stammenden Cricketspielern gehören wahrscheinlich der ehemalige englische Kapitän Mike Denness, Warwickshires All-rounder Dougie Brown und der frühere englische Test-Cricket-Spieler Gavin Hamilton. Ein weiterer bekannter schottischer Cricketspieler ist Brian Hardie, der in den 1970er und 1980er Jahren wichtige Beiträge zur erfolgreichen Essex-Mannschaft lieferte. Wohl einer der besten Spin Bowler und später Journalist war Ian Peebles, der 1931 gemeinsam mit Donald Bradman zum „Spieler des Jahres“ ernannt wurde. Einer der berüchtigtsten Cricketspieler, Douglas Jardine, war ein Schotte und erfand die „Body Theory“. Diese in Australien viel geschmähte Spieltaktik ging als „Bodyline series“ in die Geschichte ein.

### Aufnahme in den ICC

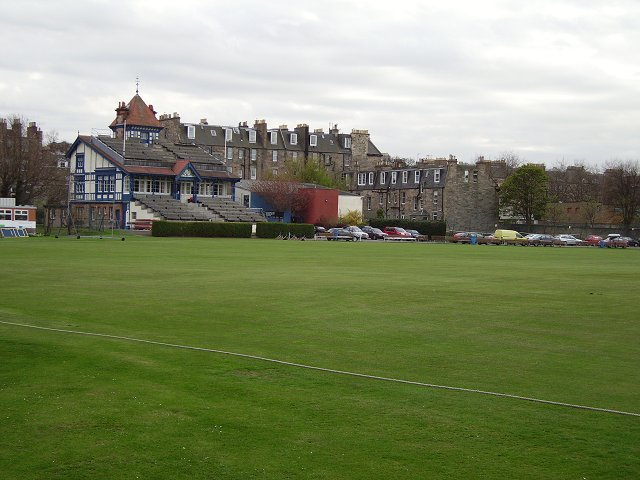
The Grange Club, Schottlands Heimstadion in Glasgow. Während des Cricket World Cup 1999 bestritt Schottland hier zwei Spiele

Abgesehen von Begegnungen gegen Tour-Mannschaften, wie beispielsweise Australien, Australien 'A' oder Neuseeland, und gelegentlichen Vergleichen mit englischen First-Class Countys oder dem MCC bestritt Schottland seit 1909 fast jährlich ein First-Class-Match gegen Irland. Bis in die frühen 1990er Jahre wurde Schottland (wie Irland) von England vertreten, wodurch diese Mannschaft faktisch das gesamte Vereinigte Königreich und die Republik Irland vertrat. Im Jahr 1992 zog sich Schottland vom damaligen englischen Verband Test and County Cricket Board zurück und beantragte die eigenständige Aufnahme in den ICC, was 1994 gewährt wurde, ein Jahr später als Irland. Ebenfalls 1992 unternahm Schottland seine erste Überseetour, bei der es Südafrika (genauer Johannesburg und Pretoria) besuchte. 1994 folgte eine weitere Tour nach Südafrika, diesmal jedoch nach Kapstadt. 1996 nahmen die Schotten erstmals an der Cricket-Europameisterschaft teil. Bei der erstmaligen Teilnahme an der ICC Trophy erreichte Schottland 1997 das Halbfinale, gewann das Spiel um den dritten Platz gegen Irland und qualifizierte sich so für den Cricket World Cup 1999. 1998 nahm Schottland am Cricketturnier der Commonwealth Games 1998 in Kuala Lumpur, Malaysia, teil, schied jedoch als Gruppenletzter aus. Bei der Weltmeisterschaft 1999 gelang der Mannschaft kein Erfolg und nach Niederlagen gegen Australien, Pakistan, Bangladesch, die West Indies und Neuseeland schied sie in der Vorrunde aus. Immerhin konnte es die beiden Vorrundenspiele gegen Bangladesch und Neuseeland vor heimischen Publikum im The Grange Club bestreiten. Bis 1999 spielten die Schotten jährliche First-Class-Matches gegen Irland, unterbrochen nur durch die Weltkriege; für alle anderen internationalen Cricketspiele waren sie jedoch auf besuchende Mannschaften angewiesen.
2001 erfolgte die Umbenennung des Verbandes in Cricket Scotland, was mit Strukturreformen einherging. Bei der ICC Trophy 2001 verlor Schottland das entscheidende Spiel gegen Kanada und scheiterte somit an der Qualifikation für die Weltmeisterschaft 2003 in Südafrika. 2004 etablierte sich Schottland als eines der führenden assoziierten Mitglieder, nachdem es den ersten Intercontinental Cup gewonnen hatte. 2005 gelang es jedoch nicht, die Finalrunde zu erreichen. Bei der ICC Trophy 2005 gewann die Mannschaft mit einem Sieg im Finale gegen Gastgeber Irland den Titel und konnte sich damit abermals für die Cricket-Weltmeisterschaft qualifizieren.
Im März 2006 unternahm Schottland eine Tour nach Barbados. Dort zeigte es gute Leistungen, obschon es nur ein Spiel – gegen den Gastgeber – von sechs gewann. Vor allem Dougie Brown trug zu Schottlands Performance bei, nachdem er 2004 erneut für die schottische Nationalmannschaft berufen worden war. Anschließend nahmen die Schotten an der Cheltenham and Gloucester Trophy teil. Dort lieferten sie bessere Leistungen als ursprünglich erwartet, indem sie drei der neun Spiele gewannen und in der North Conference den achten Platz belegten.

### Erlangung des ODI-Status

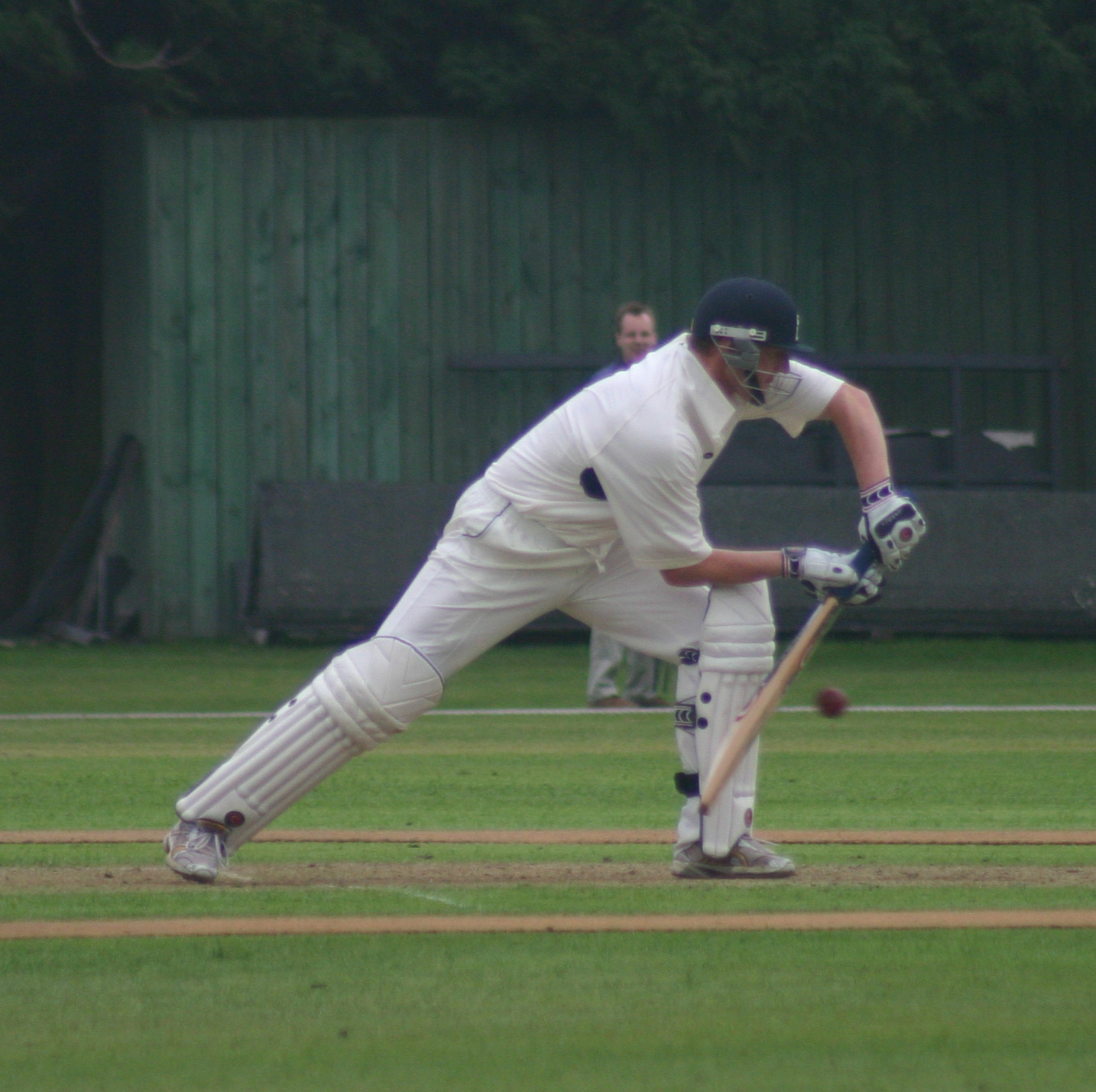
Dougie Brown debütierte im Alter von 36 Jahren für Schottland und war 2007 Teil des Kaders beim Cricket World Cup und der World Twenty20

Im Juni desselben Jahres bestritt Schottland sein erstes ODI seit dem Cricket World Cup 1999, als es Pakistan in Edinburgh empfing. Im Spiel, das die Schotten ohne die beiden Schlüsselspieler Dougie Brown und Navdeep Poonia bestreiten mussten, unterlagen sie mit fünf Wickets. Im August 2006 spielte Schottland in Division One der Cricket-Europameisterschaft gegen Dänemark, Italien, Irland und die Niederlande, wobei die Spiele gegen Irland und die Niederlande ODI-Status besaßen. Schottland erzielte schließlich seinen ersten Sieg, als es die Niederlande in einem aufgrund Regens verkürzten Spiel bezwang. Einige der Spiele musste es jedoch wieder ohne Schlüsselspieler absolvieren und nach der Niederlage gegen Irland mit 85 Runs beendeten die Schotten das Turnier auf dem zweiten Platz.
2006 und im Frühjahr 2007 nahmen die Schotten am dritten Intercontinental Cup teil. Im Mai 2006 bezwangen sie Namibia mit einem Innings, nachdem sie jedoch im August gegen Irland und im Januar 2007 gegen die Vereinigten Arabischen Emirate ein Remis erzielt hatten, scheiterten sie an der Qualifikation für das Finale. Im Dezember 2006 besuchte die schottische Mannschaft für zwei ODIs die Testnation Bangladesch – die ersten Spiele außerhalb des Vereinigten Königreiches – die sie jedoch beide deutlich verlor.
Im Januar 2007, nach dem Spiel gegen die Vereinigten Arabischen Emirate beim Intercontinental Cup in Schardscha, besuchte Schottland Kenia und spielte in der Associates Triangular Series in Mombasa gegen den Gastgeber und Kanada; es beendete das Turnier auf dem zweiten Platz. Darauf folgte in Nairobi die Division One der World Cricket League, die Schottland ebenfalls auf dem zweiten Platz abschloss.

### Regelmäßige Teilnahme an Turnieren

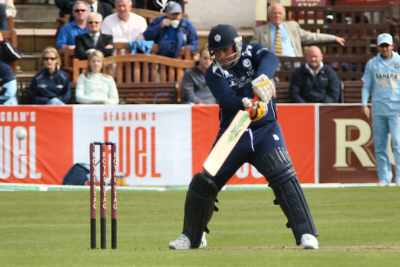
Schottlands Ryan Watson erzielt am 16. August 2007 ein Boundary gegen Indien auf Glasgows Titwood Cricket Ground

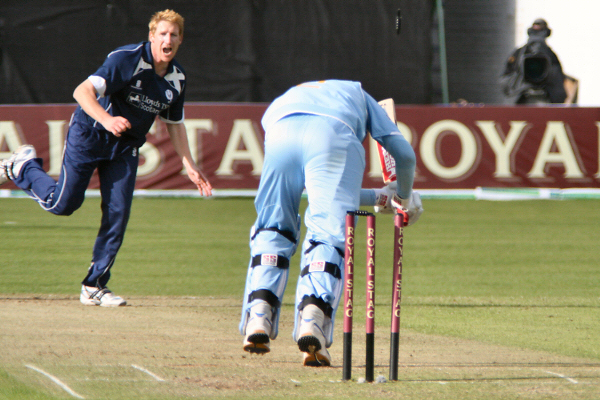
Schottlands John Blain bowlt Indiens Yuvraj Singh auf Glasgows Titwood Cricket Ground aus (16. August 2007)

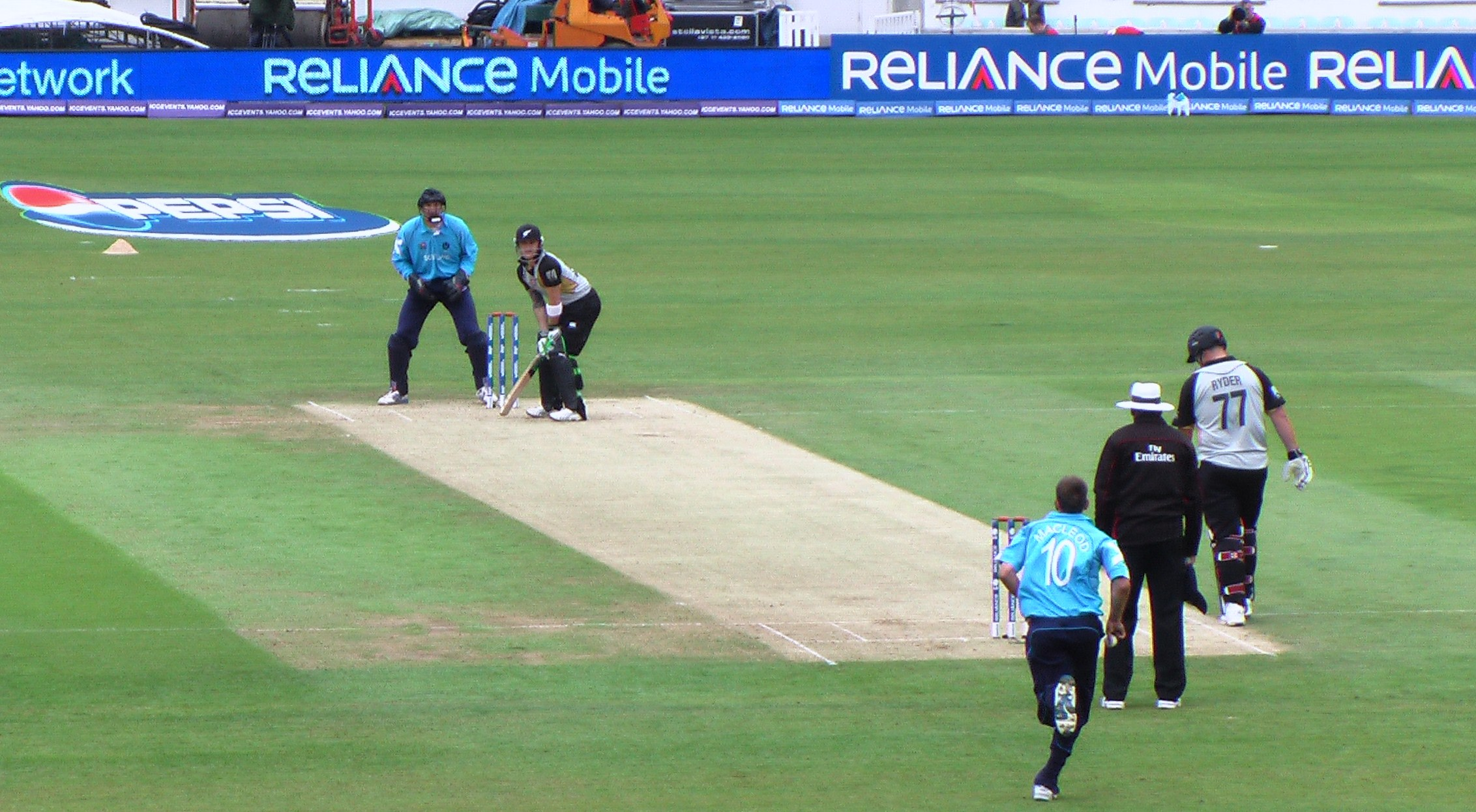
Schottlands Calum MacLeod bowlt gegen Neuseelands Brendan McCullum beim World Twenty20 2009

Ebenfalls 2007 brach die schottische Mannschaft für ihre zweite Teilnahme an einer Weltmeisterschaft in die Karibik auf. Dort unterlag sie in der Vorrunde Australien, Südafrika und den Niederlanden, wodurch sie die folgende Runde verpasste. Zurück im Vereinigten Königreich nahm Schottland an der Friends Provident Trophy teil; dort gelang jedoch nur ein Sieg gegen Lancashire. Beim Intercontinental Cup erzielte das Team gegen die Vereinigten Arabischen Emirate ein Unentschieden. Im Juli nahm Schottland an der Quadrangular Series in Irland gegen den Gastgeber, die Niederlande und die West Indies teil. Das Turnier verlief jedoch enttäuschend, da beide Spiele gegen Irland und die West Indies verloren gingen. Anfang August waren die Schotten während des Intercontinental Cup erfolgreicher, da sie die Niederlande mit einem Innings und 59 Runs bezwangen. Das von Regen beeinflusste Spiel gegen Irland endete unentschieden, für die schwachen Leistungen im ersten Innings gab es nur drei Tabellenpunkte. Mitte August war Indien Schottlands nächster ODI-Gegner und das Spiel in Titwood, Glasgow, wurde live von BBC Scotland ausgestrahlt. Es musste nach einigen kurzen Regenschauern auf 46 Over verkürzt werden und Indien gewann es schließlich mit sieben Wickets.
Die Schotten erreichten das Finale der World Cricket League 2007–09 und qualifizierten sich so für die erste World Twenty20 2007 in Südafrika. Dort unterlagen sie im ersten Spiel Pakistan mit 51 Runs, während das Spiel gegen Indien wegen Regens ausfiel, womit sie aus dem Turnier ausschieden.
Im Juli 2008 war Schottland Gastgeber der Associate Tri-Series in Aberdeen, an der auch Irland und Neuseeland teilnahmen. Der Gastgeber besiegte Irland, unterlag jedoch Neuseeland. Die Cricket-Europameisterschaft (Division One) Ende Juli in Irland beendete Schottland wieder auf dem zweiten Platz, nachdem es im entscheidenden Spiel gegen den Gastgeber mit sieben Wickets unterlegen war. Anfang August nahm Schottland zusammen mit fünf anderen assoziierten Mitgliedern an der World Twenty20 Qualifier 2008 in Belfast teil. Trotz der Niederlage im ersten Spiel gegen Irland erreichte es nach einem Sieg gegen Bermuda das Halbfinale. Dort unterlag Schottland den Niederlanden, es gelang jedoch anschließend ein Sieg gegen Kenia im Play-off um den dritten Platz mit neun Wickets. Da sich nur zwei weitere Mannschaften für die World Twenty20 2009 qualifizierten und Simbabwe seinen Verzicht bekanntgab, qualifizierte sich Schottland dennoch für das Turnier. Am 18. August bestritt Schottland sein erstes ODI gegen England auf dem Grange Cricket Club in Edinburgh. Das Spiel musste nach nur drei Over im englischen Innings wegen Regens abgebrochen werden, nachdem Schottland in seinem Innings 156/9 erzielt hatte. Im Dezember 2008 nahm Cricket Scotland den historischen Schritt und überreichte zentrale Verträge an drei schottische Spieler. Die Bowler Gordon Goudie und Dewald Nel sowie der Kapitän Ryan Watson wurden damit die ersten professionellen Cricketspieler Schottlands. 19 andere Cricketspieler erhielten Teilzeitverträge.
Bei der World Twenty20 2009 in England gehörte Schottland zusammen mit den Testnationen Neuseeland und Südafrika der Gruppe D an, beide Spiele fanden im Londoner The Oval statt. Das erste Spiel gegen Neuseeland musste wegen Regens auf sieben Over je Mannschaft verkürzt werden. Schottland begann am Schlag und erzielte 89/4, wozu Kyle Coetzer 33 Runs beisteuerte. Neuseeland gewann das Spiel mit sieben Wickets. Im zweiten Spiel erzielte Südafrika 211/5, mit AB de Villiers’ 79 Runs aus 34 Bällen. Schottland dagegen wurde für nur 81 Runs ausgebowlt, davon erzielte Coetzer mit 42 Runs mehr als die Hälfte. Der südafrikanische Sieg mit 130 Runs war der damals höchste in einem T20I. Damit schied Schottland abermals in der Gruppenphase aus.
In der Weltmeisterschaftsqualifikation im Jahr 2009 scheiterte das Team bereits in der Super 8 und belegte letztendlich den sechsten Platz, womit es die Qualifikation für den Cricket World Cup 2011 verpasste; immerhin konnte es sich damit den ODI-Status sichern. Von 2010 bis 2013 beteiligte sich Schottland als Scottish Saltires an der Yorkshire Bank 40, einem Wettbewerb für die englischen County Clubs, es beendete jedoch alle vier dieser ausgetragenen Turniere jeweils auf dem letzten Gruppenplatz. Ebenfalls 2010 spielte Schottland in der World Twenty20 Qualifier in den Vereinigten Arabischen Emiraten um einen Platz bei der World Twenty20 2010 in den West Indies. Gegner waren Afghanistan, Kanada, Irland, Kenia, die Niederlande, die Vereinigten Arabischen Emirate und die Vereinigten Staaten. Die Qualifikation verlief für Schottland enttäuschend, da in der Gruppenphase kein Sieg gelang. Dagegen war Schottlands Teilnahme am Intercontinental Cup 2009–2010 erfolgreicher, nachdem das Team das Finale im Dezember gegen Afghanistan im neu errichteten Dubai International Cricket Stadium erreicht hatte. Das Finale wurde als viertägiges First-Class-Match mit zwei Innings je Mannschaft ausgetragen, wobei Afghanistan schließlich mit sieben Wickets gewann. Im Juli 2011 war Schottland Gastgeber der Triangular Series, an der auch Irland und Sri Lanka teilnahmen; Sri Lanka gewann dieses Turnier mit einem Sieg im letzten Spiel gegen den Gastgeber. Beim Intercontinental Cup 2011–2013 erspielte es sich den dritten Platz.

### Erfolge gegen Test-Nationen
Bei den folgenden Qualifikationen in den Jahren 2010, 2012 und 2014 konnte sich Schottland jeweils nicht für die World Twenty20 der Jahre 2010, 2012 und 2014 qualifizieren. Im Juli 2012 gewann Schottland sein erstes Spiel gegen eine Testnation überhaupt, als es Bangladesch während deren Tour durch Irland und den Niederlanden im einzigen T20I in Den Haag besiegte. Im August 2014 empfing Schottland Neuseeland A auf dem Cambusdoon New Ground in Ayr für drei Spiele. Im ersten Spiel erzielten Grant Elliott und Kapitän BJ Watling Centuries und sicherten so den Sieg von Neuseeland A mit 199 Runs ab. Schottland ließ in den letzten zehn Over beinahe 150 Runs zu. Anschließend besuchte Schottland Irland für drei ODIs und verlor die Serie mit 1–2.
Für die Qualifikation zur Weltmeisterschaft 2015 bestritten die Schotten die ICC World Cricket League Championship, erreichten aber nur den fünften Platz. Das abschließende Qualifikationsturnier konnten sie jedoch gewinnen, sodass sie sich dennoch für das Endrundenturnier qualifizierten. Beim Cricket World Cup 2015 in Australien und Neuseeland schied Schottland nach Niederlagen gegen Neuseeland, England, Afghanistan, Bangladesch, Sri Lanka und Australien in der Vorrunde aus. Bei der daheim ausgetragenen Qualifikation 2015 konnte sich das Team wieder für die World Twenty20 2016 in Indien qualifizieren. Dort schied es aber nach Niederlagen gegen Afghanistan und Simbabwe sowie dem ersten Sieg in einem internationalen Turnier gegen Hongkong in der Vorrunde aus. Danach empfing die Mannschaft Afghanistan für zwei ODIs in Edinburgh, verlor die Serie jedoch mit 0–1.
Im Januar 2017 nahm Schottland an der Desert T20 Challenge teil und gewann dort alle Gruppenspiele, bevor es gegen Irland im Halbfinale unterlag. Im selben Jahr empfing es Simbabwe für zwei ODIs und im ersten Spiel der Serie erzielte Schottland seinen ersten ODI-Sieg gegen eine Testnation. Im Frühjahr 2018 sah es beim Qualifikationsturnier für den Cricket World Cup 2019 lange Zeit gut aus für die Mannschaft, aber da sie ihre letzten beiden Spiele gegen Irland und die West Indies verlor, scheiterte sie letztendlich an der Qualifikation. Im selben Jahr gelang ihr der zweite ODI-Sieg über ein Vollmitglied des ICC, als sie am 10. Juni 2018 eine besuchende englische Mannschaft besiegte. Es war dies auch der erste Sieg gegen diese Mannschaft. 2019 war Schottland Gastgeber der Tri-Nation Series in Aberdeen, die Teil der Qualifikation für den Cricket World Cup 2023 in Indien war. Der Gastgeber gewann dieses Turnier vor Oman und Papua-Neuguinea.
Beim T20 World Cup 2021 in Oman und den Vereinigten Arabischen Emiraten erzielten die Schotten in seinem ersten Spiel einen Überraschungssieg gegen Bangladesch. Nachdem sie auch Papua-Neuguinea und Oman bezwungen hatten, erreichten sie erstmals die nächste Runde, die Super 12. Dort mussten sie jedoch in allen Spielen gegen Afghanistan, Namibia, Neuseeland, Indien und Pakistan Niederlagen hinnehmen und schieden aus dem Turnier aus. Damit qualifizierten sie sich automatisch für den T20 World Cup 2022 in Australien. In der Vorrunde dieses Turnieres gewannen die Schotten ihr erstes Spiel gegen die West Indies mit 42 Runs, nachdem sie diesen Gegner für 118 Runs ausgebowlt hatten. Danach unterlagen sie jedoch Irland und Simbabwe, womit sie aus dem Turnier ausschieden. Im November 2021 wurde Schottland zusammen mit England und Irland zum Mitgastgeber des T20 World Cup 2030 ernannt.
Nach Abschluss aller Tri-Nation Series gewann Schottland die Cricket World Cup League 2 2019–2023, womit es den Cricket World Cup Qualifier 2023 erreichte und sich gleichzeitig einen Platz in der Cricket World Cup League 2 2023–2027 für den Cricket World Cup 2027 sicherten. Den Cricket World Cup Qualifier 2023 schlossen die Schotten auf dem dritten Platz ab, womit sie das Hauptturnier in Indien knapp verpassten. Im Qualifier gelang ihnen unter anderem der erste ODI-Sieg gegen die West Indies überhaupt, wodurch es diese Mannschaft erstmals versäumte, sich für einen Cricket World Cup zu qualifizieren. Im selben Monat gelang ihnen dagegen die Qualifikation für den T20 World Cup 2024 in den West Indies und den Vereinigten Staaten. Dort musste das erste Spiel gegen England nach einem vielversprechenden Start der Schotten nach Regen abgebrochen werden, woraufhin der erste T20I-Sieg gegen Namibia gelang (mit fünf Wickets) und das Spiel gegen Oman ebenfalls gewonnen werden konnte (mit sieben Wickets). Nach einer knappen Niederlage gegen Australien (mit fünf Wickets) schied das Team punktgleich mit England aufgrund einer schlechteren Net Run Rate aus. In der Europa-Qualifikation 2025 in den Niederlanden gelang Schottland lediglich ein Sieg gegen die Gastgeber, während das Spiel gegen Guernsey aufgrund Regens abgesagt werden musste, worauf überraschende Niederlagen gegen sowohl Italien als auch Jersey folgten, womit die Schotten die Qualifikation zum T20 World Cup 2026 versäumten.

## Organisation

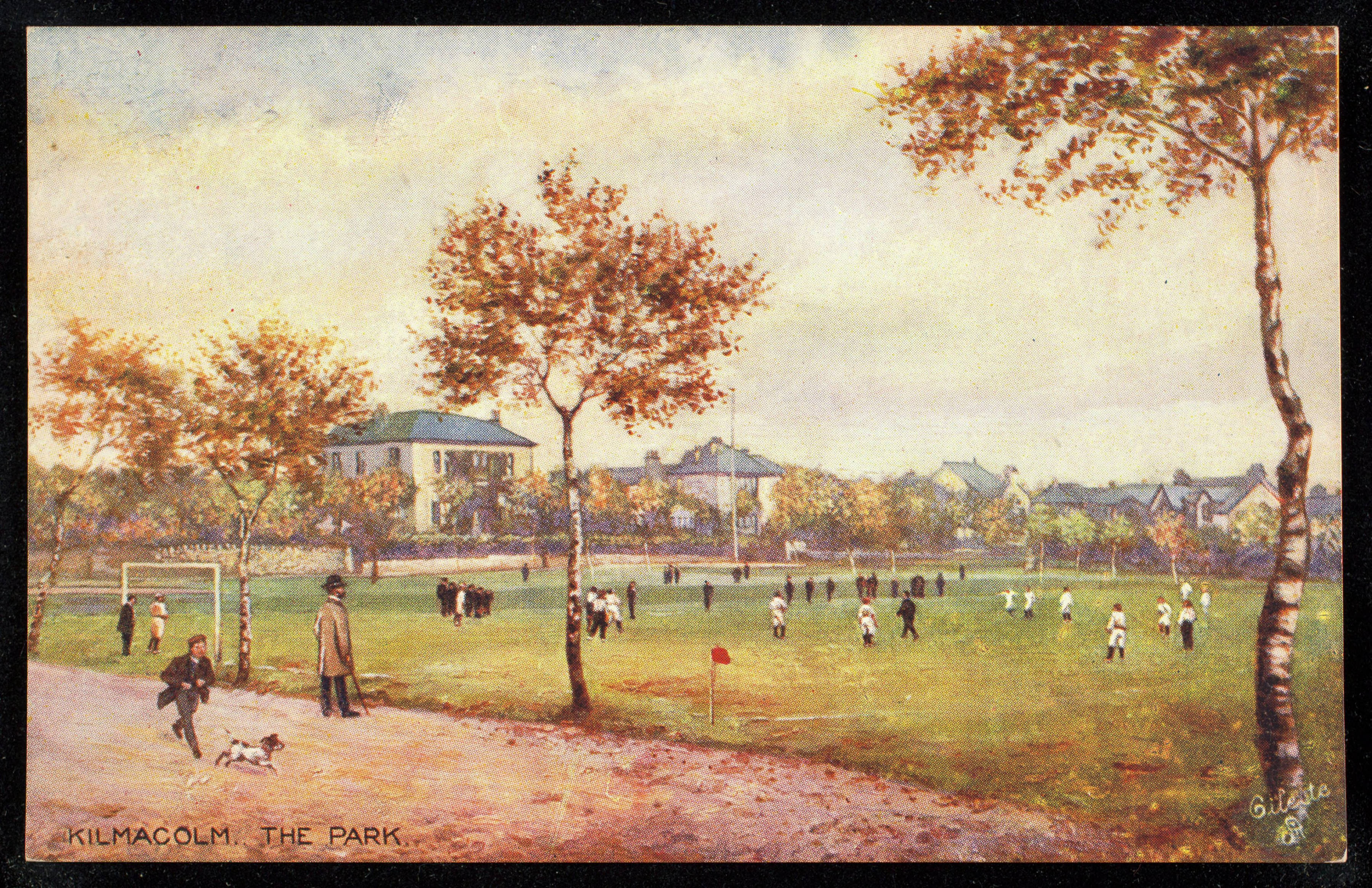
Cricketspiel im Birkmyre Park, Kilmacolm, 1903

Der schottische Verband wurde 1908 als Scottish Cricket Union gegründet und benannte sich 2001 im Rahmen einer Neuausrichtung in Cricket Scotland um. 1994 folgte die Aufnahme als assoziiertes Mitglied in den International Cricket Council (ICC).
Cricket Scotland stellt die Schottland vertretenden Cricket-Nationalmannschaften, einschließlich der für die Männer, Frauen und Jugend, zusammen. Der Verband ist außerdem für die Durchführung von ODI- und T20I-Serien gegen andere Nationalmannschaften sowie die Organisation von Heimspielen und -turnieren verantwortlich. Neben der Aufstellung des Teams kümmert er sich auch um den Kartenverkauf, die Gewinnung von Sponsoren und die Vermarktung der Medienrechte.
Kinder und Jugendliche werden bereits in der Schule an den Cricketsport herangeführt und je nach Interesse und Talent beginnt dann die Ausbildung. Wie andere Cricketnationen verfügt Schottland über eine U-19-Nationalmannschaft, die an der entsprechenden Weltmeisterschaft teilnimmt.

## Trikot, Symbol und Hymne

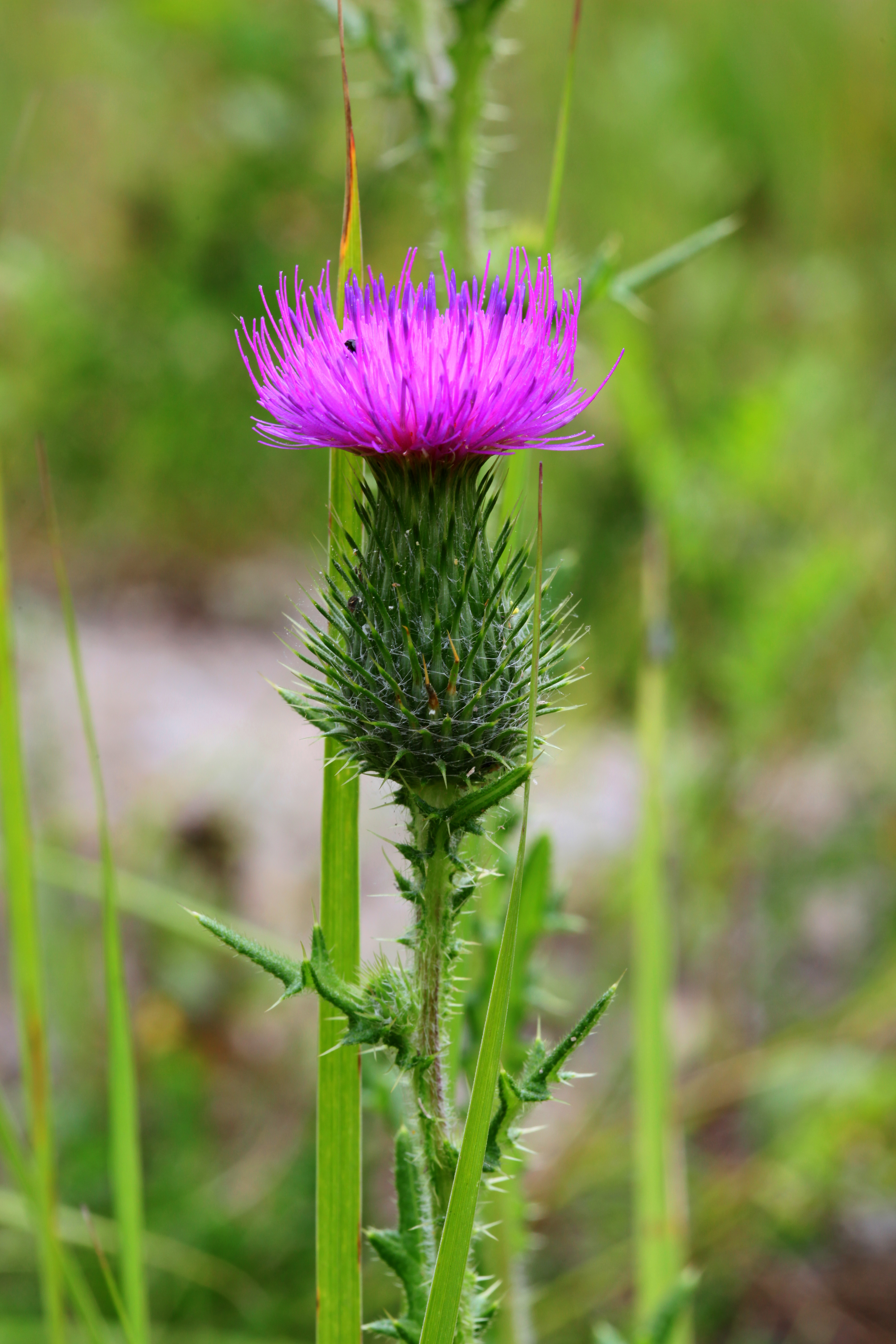
Die Distel, das Symbol Schottlands und der Nationalmannschaft

Im ODI- und T20I-Cricket tragen schottische Spieler dunkelblaue Trikots mit weißen Farbakzenten und blaue Hosen. Feldspieler tragen eine dunkelblaue Baseball-Kappe oder einen dunkelblauen Sonnenhut. Die Helme der Batter sind ebenfalls dunkelblau gehalten. Bei offiziellen ICC-Turnieren erscheint das Logo des Sponsors auf dem rechten Ärmel und die Aufschrift SCOTLAND auf der Vorderseite des Trikots.
Die Distel ist die Nationalpflanze Schottlands und das Symbol der Nationalmannschaft. Einer Legende zufolge spielte die „beschützende Distel“ eine entscheidende Rolle bei der Verteidigung Schottlands gegen nächtlich angreifende Wikinger, als einer von ihnen barfuß auf eine Distel trat und sein Schmerzensschrei die schottischen Verteidiger warnte. Die lateinische Losung Nemo me impune lacessit (dt.: „Niemand reizt mich ungestraft“) war der Wahlspruch der schottischen Monarchen und er ist dies immer noch des Distelordens und der Scots Guards.
Das Lied Flower of Scotland dient als inoffizielle Hymne Schottlands. Es wurde 1967 von Roy Williamson, einem Gründungsmitglied der Band The Corries, komponiert und wird seit den 1990er Jahren von der Nationalmannschaft anstelle von God Save the King gespielt.

## Stadien
Schottland verfügt über kein offizielles Heimstadion für seine Nationalmannschaft, sondern bestreitet Heimspiele in verschiedenen Stadien. Die schottische Mannschaft nutzte bisher auf heimischen Boden vier Stadien für die Austragung von Heimspielen:
| Nr. | Stadion               | Stadt     | Erstaustragung |
| --- | --------------------- | --------- | -------------- |
| 1   | The Grange Club       | Edinburgh | 24. Mai 1999   |
| 2   | Cambusdoon New Ground | Alloway   | 5. August 2006 |
| 3   | Titwood               | Glasgow   | 3. Juli 2007   |
| 4   | Mannofield Park       | Aberdeen  | 1. Juli 2008   |

## Rivalität mit Irland
Schottland pflegt vor allem mit Irland eine intensive Rivalität. Diese Rivalität zwischen den beiden „keltischen Nationen“ ist geprägt durch viele besondere Vorfälle im Lauf der Jahrzehnte; zusätzlich gewinnt die Rivalität eine besondere Note durch die wechselseitige Einwanderung, die im 19. und auch im 20. Jahrhundert stattfand. Von den 21 bisherigen ODI-Begegnungen gewann Schottland fünf und Irland 15, zuzüglich ein Remis. In T20Is trafen beide Mannschaften 16-Mal aufeinander, wovon Schottland vier gewann und Irland neun, zuzüglich ein Unentschieden und zwei Remis. Bei Cricket World Cups trafen die Mannschaften bisher noch nicht aufeinander, während sie bei T20 World Cups bisher einmal aufeinandertrafen (2022), wobei Irland siegreich war.

## Spieler

### Spielerstatistiken
Insgesamt haben für Schottland 86 Spieler ODIs und 65 Spieler T20Is gespielt. Im Folgenden sind die Spieler aufgeführt, die für die schottische Mannschaft die meisten Runs und Wickets erzielt haben.

#### Runs
| ODI                  | ODI                  | ODI                  | ODI                  | T20I                 | T20I                 | T20I                 | T20I                 |
| Spieler              | Zeitraum             | ODIs                 | Runs                 | Spieler              | Zeitraum             | T20Is                | Runs                 |
| -------------------- | -------------------- | -------------------- | -------------------- | -------------------- | -------------------- | -------------------- | -------------------- |
| Richie Berrington    | 2008–heute           | 131                  | 3.536                | Richie Berrington    | 2008–heute           | 102                  | 2.335                |
| Kyle Coetzer         | 2008–2023            | 089                  | 3.192                | George Munsey        | 2015–heute           | 081                  | 2.302                |
| Calum MacLeod        | 2008–2022            | 088                  | 3.026                | Kyle Coetzer         | 2008–2021            | 070                  | 1.495                |
| George Munsey        | 2017–heute           | 068                  | 2.487                | Matthew Cross        | 2013–heute           | 083                  | 1.386                |
| Matthew Cross        | 2014–heute           | 110                  | 2.215                | Calum MacLeod        | 2009–2022            | 064                  | 1.238                |
| Stand: 11. Juli 2025 | Stand: 11. Juli 2025 | Stand: 11. Juli 2025 | Stand: 11. Juli 2025 | Stand: 11. Juli 2025 | Stand: 11. Juli 2025 | Stand: 11. Juli 2025 | Stand: 11. Juli 2025 |

#### Wickets
| ODI                  | ODI                  | ODI                  | ODI                  | T20I                 | T20I                 | T20I                 | T20I                 |
| Spieler              | Zeitraum             | ODIs                 | Wickets              | Spieler              | Zeitraum             | T20Is                | Wickets              |
| -------------------- | -------------------- | -------------------- | -------------------- | -------------------- | -------------------- | -------------------- | -------------------- |
| Safyaan Sharif       | 2011–heute           | 88                   | 110                  | Mark Watt            | 2015–heute           | 77                   | 89                   |
| Mark Watt            | 2016–heute           | 80                   | 108                  | Safyaan Sharif       | 2012–heute           | 75                   | 85                   |
| Michael Leask        | 2014–heute           | 89                   | 070                  | Michael Leask        | 2013–heute           | 74                   | 50                   |
| Majid Haq            | 2006–2015            | 54                   | 060                  | Alasdair Evans       | 2015–2022            | 35                   | 41                   |
| Alasdair Evans       | 2009–2023            | 42                   | 058                  | Josh Davey           | 2012–2022            | 31                   | 37                   |
| Stand: 11. Juli 2025 | Stand: 11. Juli 2025 | Stand: 11. Juli 2025 | Stand: 11. Juli 2025 | Stand: 11. Juli 2025 | Stand: 11. Juli 2025 | Stand: 11. Juli 2025 | Stand: 11. Juli 2025 |

### Mannschaftskapitäne
Bisher haben insgesamt neun Spieler als Kapitän für Schottland bei einem ODI fungiert und sieben für ein T20I.
| ODI | ODI               | ODI        | T20I              | T20I       |
| Nr. | Name              | Zeitraum   | Name              | Zeitraum   |
| --- | ----------------- | ---------- | ----------------- | ---------- |
| 1   | George Salmond    | 1999       | Ryan Watson       | 2007–2008  |
| 2   | Ryan Watson       | 2006–2009  | Gavin Hamilton    | 2009–2010  |
| 3   | Craig Wright      | 2006–2007  | Gordon Drummond   | 2012–2013  |
| 4   | Gavin Hamilton    | 2009–2010  | Kyle Coetzer      | 2012–2021  |
| 5   | Gordon Drummond   | 2010–2013  | Preston Mommsen   | 2013–2016  |
| 6   | Kyle Coetzer      | 2013–2022  | Richie Berrington | 2019–heute |
| 7   | Preston Mommsen   | 2013–2016  | Matthew Cross     | 2024       |
| 8   | Richie Berrington | 2018–heute |                   |            |
| 9   | Matthew Cross     | 2022       |                   |            |

## Bilanz
Die Mannschaft hat die folgenden Bilanzen gegen die Vollmitglieder des ICC im ODI- und T20I-Cricket (Stand: 11. Juli 2025).
| Gegner      | ODIs | ODIs | ODIs | ODIs | ODIs | T20Is | T20Is | T20Is | T20Is | T20Is |
| Gegner      | Sp.  | S    | U    | N    | NR   | Sp.   | S     | U     | N     | NR    |
| ----------- | ---- | ---- | ---- | ---- | ---- | ----- | ----- | ----- | ----- | ----- |
| Afghanistan | 13   | 4    | 0    | 8    | 1    | 7     | 0     | 0     | 7     | 0     |
| Australien  | 5    | 0    | 0    | 5    | 0    | 4     | 0     | 0     | 4     | 0     |
| Bangladesch | 4    | 0    | 0    | 4    | 0    | 2     | 2     | 0     | 0     | 0     |
| England     | 5    | 1    | 0    | 3    | 1    | 1     | 0     | 0     | 0     | 1     |
| Indien      | 1    | 0    | 0    | 1    | 0    | 2     | 0     | 0     | 1     | 1     |
| Irland      | 21   | 5    | 0    | 15   | 1    | 16    | 4     | 1     | 9     | 2     |
| Neuseeland  | 4    | 0    | 0    | 4    | 0    | 4     | 0     | 0     | 4     | 0     |
| Pakistan    | 3    | 0    | 0    | 3    | 0    | 4     | 0     | 0     | 4     | 0     |
| Simbabwe    | 4    | 2    | 1    | 1    | 0    | 5     | 1     | 0     | 4     | 0     |
| Sri Lanka   | 4    | 0    | 0    | 4    | 0    | 0     | 0     | 0     | 0     | 0     |
| Südafrika   | 1    | 0    | 0    | 1    | 0    | 1     | 0     | 0     | 1     | 0     |
| West Indies | 4    | 1    | 0    | 3    | 0    | 1     | 1     | 0     | 0     | 0     |

## Internationale Turniere

### Cricket World Cup
- 1975–1992: nicht teilnahmeberechtigt (kein ICC-Mitglied)
- 1996: nicht teilnahmeberechtigt zum Zeitpunkt der Qualifikation
- 1999: Vorrunde (Qualifikation)
- 2003: nicht qualifiziert (Qualifikation)
- 2007: Vorrunde (Qualifikation)
- 2011: nicht qualifiziert (Qualifikation)
- 2015: Vorrunde (Qualifikation)
- 2019: nicht qualifiziert (Qualifikation)
- 2023: nicht qualifiziert (Qualifikation)
- 2027: laufende Qualifikation
- 2031: noch ausstehend

### Champions Trophy
- 1998: nicht qualifiziert
- 2000: nicht qualifiziert
- 2002: nicht qualifiziert
- 2004: nicht qualifiziert
- 2006: nicht qualifiziert
- 2009: nicht qualifiziert
- 2013: nicht qualifiziert
- 2017: nicht qualifiziert
- 2025: nicht qualifiziert
- 2029: noch ausstehend

### T20 World Cup
- 2007: Vorrunde
- 2009: Vorrunde (Qualifikation)
- 2010: nicht qualifiziert (Qualifikation)
- 2012: nicht qualifiziert (Qualifikation)
- 2014: nicht qualifiziert (Qualifikation)
- 2016: Vorrunde (Qualifikation)
- 2021: Super 12 (Qualifikation)
- 2022: Vorrunde
- 2024: Vorrunde (Qualifikation)
- 2026: nicht qualifiziert (Qualifikation)
- 2028: noch ausstehend
- 2030: noch ausstehend

### ICC Intercontinental Cup
- 2004: Sieger
- 2005: Vorrunde
- 2006: Vorrunde
- 2007-08: Vorrunde
- 2009-10: Finale
- 2011–13: Vorrunde
- 2015–17: Vorrunde